# شهرستان بیوگورای
شهرستان بیوگورای (به لهستانی: Powiat Biłgoraj) یک شهرستان در لهستان است که در استان لوبلین واقع شده‌است. شهرستان بیوگورای ۱٬۶۷۷٫۷۹ کیلومتر مربع مساحت و ۱۰۳٬۶۶۱ نفر جمعیت دارد.